# Marta (flod)
Marta är en flod i Italien som flyter från Bolsenasjön ner till Tyrrenska havet till den plats där tidigare den etruskiska hamnstaden Graviscae låg. Marta flyter igenom kommunerna Marta, Tuscania och Tarquinia i provinsen Viterbo.